# Live at Fat Tuesday’s, February 9, 1980: First Visit
Live at Fat Tuesday’s, February 9, 1980: First Visit ist ein Jazzalbum der Cecil Taylor Unit. Die am 9. Februar 1980 im New Yorker Jazzclub Fat Tuesday’s entstandenen Aufnahmen erschienen am 1. März 2024 auf Ezz-Thetics.

## Hintergrund
In der Revisited Reihe veröffentlichte das Label ezz-thetics Wiederveröffentlichungen historischer Jazz-Alben bzw. Mitschnitte von Konzerten etwa von Albert Ayler (European Recordings Autumn 1964 revisited), Bill Evans (The Legendary Trio at Birdland 1960 Revisited), Sun Ra (Nothing Is..... Completed & Revisited) oder Cecil Taylor (Mixed to Unit Structures Revisited). Anstelle der orange beschrifteten „Revisited“-Reihe von Ezz-thetics ist dieses blau beschriftete Album der Beginn der „First Visit“-Reihe von Ezz-thetics. Auf der Hülle des Albums heißt es: „Das First Visit-Archiv bietet bisher unveröffentlichte Aufnahmen von historischer und musikalischer Bedeutung.“
Bei seinen Auftritten im Jazzclub Fat Tuesday’s spielte der Pianist Cecil Taylor mit Jimmy Lyons (Altsaxophon), Ramsey Ameen (Geige), Alan Silva (Bass, Cello), Jerome Cooper (Schlagzeug, Balaphon) und Sunny Murray (Schlagzeug). Die Aufnahme der Konzerte der Cecil Taylor Unit vom 8. bis 10. Februar 1980 erfolgte auf 8-Spur-Kassetten, die Uehlinger mit in die Schweiz nahm und im Mai 1980 im Tonstudio von Peter Pfister abmischte. Es wurden vier Konzertteile aufgenommen; das zweite Set wurde unter dem Titel It Is in the Brewing Luminous 1981 auf HatHut Records veröffentlicht. Im November 2023 wurden die abgemischten analogen Bänder in den Hardstudios in Winterthur von Michael Brändli auf digitale Tonträger übertragen. Beim Abhören waren alle Beteiligten, darunter auch Art Lange, der Autor der Liner Notes, von der Qualität des dritten Sets vom 9. Februar überzeugt; Michael Brändli hat Set 3 für die Veröffentlichung auf diesem Album gemastert. Obwohl drei Titel aufgeführt sind, ist die Musik über die gesamten 66 Minuten des Albums durchgehend.
2024 erschien ein weiterer Mitschnitt der Konzerte aus dem Fat Tuesday’s, Live at Fat Tuesday’s February 10, 1980.

## Titelliste
- Cecil Taylor Unit, Live at Fat Tuesday’s, February 9, 1980: First Visit (ezz-thetics 101)[2]

1. February 9, 1980 I 24:06
2. February 9, 1980 II 20:43
3. February 9, 1980 III 21:17

Die Kompositionen stammen von Cecil Taylor.

## Rezeption
Nach Ansicht von John Eyles, der das Album in All About Jazz rezensierte, würde die Sextett-Besetzung dem Mitschnitt eine besondere Note verleihen; es entstehe eine reichhaltige und abwechslungsreiche Klanglandschaft. Cello und Violine kämen nicht quasi-klassisch zum Einsatz, sondern seien integraler Bestandteil des Ensembles. Die meiste Zeit über gebe es keinen Anschein von Soli, die von einzelnen Personen gespielt werden; vielmehr würden alle sechs ununterbrochen spielen und so eine Klangwand erzeugen, in der die Beiträge einzelner Personen deutlich zu hören und zu verfolgen sind. Insbesondere das Spiel von Lyons und Taylor stehe durchgehend im Vordergrund und fordert ständig Aufmerksamkeit. Als dieses Album aufgenommen wurde, waren die beiden schon zwei Jahrzehnte zusammen und kannten das Spiel des anderen offensichtlich in- und auswendig. Nach 64 turbulenten Minuten ende das Album mit einem lyrischen Klavierfinale, das von Taylors Stimme untermalt wird.
Alles in allem sei nun klar, warum der dritte Satz der Fat Tuesday-Auftritte für die Veröffentlichung ausgewählt wurde, meinte Eyles. Er sei auf jeden Fall besser als das zuvor veröffentlichte Brewing Luminous, nicht zuletzt, weil es kontinuierlich dargeboten werde und nicht etwa alle 18 Minuten umgedreht oder gewechselt werden muss. Anhänger von Taylors Musik dürften von diesem Album sicherlich begeistert und gleichzeitig neugierig sein, das Schicksal des unveröffentlichten ersten und vierten Sets zu erfahren. Dies sei jedenfalls ein großartiger Auftakt der „First Visit“-Reihe von Ezz-thetics.
Von all Taylors interessanten Bands der letzten Jahre würde diese besonders durch die Momente der gepaarten Streicher und die Momente hervorstechen, in denen die Schlagzeuger ihre Kräfte verdoppelten und unter seinen dichten Attacken ungewöhnliche Texturen erzeugten, schrieb Andrey Henkin (Squid's Ear). Es sei „immer Cecil Taylors Welt, und wir lebten einfach darin“, daher besitze er stets eine monolithische Präsenz. Abschnitt V würde die bereits erwähnte Trio-Magie enthalten und aus einem Duett mit Taylor und Murray entstehen, bei dem Taylor seine Klaviersaiten so dämpft, dass sie wie ein Balaphon klingen – genau hier setze Cooper an. Dieser Abschnitt sei zugleich der leiseste, sodass jeder Spieler umfassend bewertet werden kann. Er werde von einer schönen Melodie durchzogen, die mit einer sanften Klaviergeste endet.